# بيت السلامي (الطيال)

تعديل مصدري - تعديل

بيت السلامي هي إحدى قرى عزلة جبل اللوز بمديرية الطيال التابعة لمحافظة صنعاء، بلغ تعداد سكانها 286 نسمة حسب تعداد اليمن لعام 2004.